# Comité Paralímpico Croata
El Comité Paralímpico Croata (en croata: Hrvatski paraolimpijski odbor) es el comité paralímpico nacional que representa a Croacia. Esta organización es la responsable de las actividades deportivas paralímpicas en el país. Es miembro del Comité Paralímpico Internacional y del Comité Paralímpico Europeo.